# Православна капела свете мученице Софије (Славонски Брод)
Капела свете мученице Софије у Славонском Броду се налазила на српском православном гробљу. Припадала је Славонском владичанству Српске православне цркве. Срушена је у Другом свјетском рату, а није никада обновљена. Од ње су до данас остали само темељи.